# The Commonweal (wiersz)

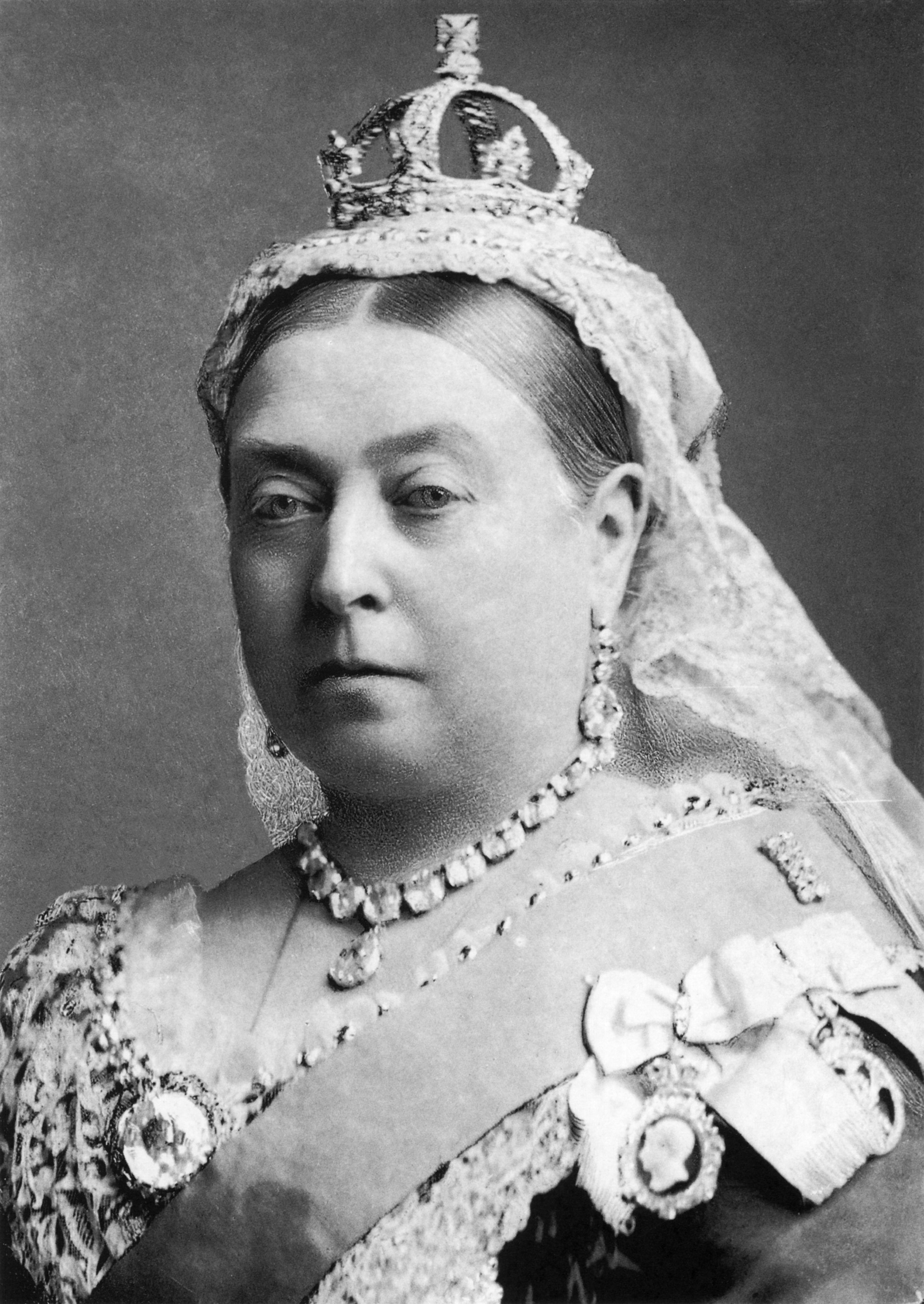
Królowa Wiktoria

The Commonweal – wiersz angielskiego poety Algernona Charlesa Swinburne’a, opublikowany w „The Times” w 1886, a następnie tomiku Poems and Ballads. Third Series, wydanym w Londynie w 1889 roku przez spółkę wydawniczą Chatto & Windus. W tym roku pojawiły się też pirackie kopie wiersza.
Utwór został napisany z okazji jubileuszu królowej Wiktorii. Składa się z pięćdziesięciu numerowanych strof pięciowersowych.
XXI
She, first to love the light, and daughter
Incarnate of the northern dawn,
She, round whose feet the wild waves fawn
When all their wrath of warring water
Sounds like a babe's breath drawn,
XXII
How should not she best know, love best,
And best of all souls understand
The very soul of freedom, scanned
Far off, sought out in darkling quest
By men at heart unmanned?